# Zsófia Vörös
Zsófia Czéllai-Vörös (22 de septiembre de 1995) es una deportista húngara que compite en piragüismo en la modalidad de maratón.
Ganó cuatro medallas en el Campeonato Mundial de Piragüismo en Maratón entre los años 2018 y 2021, y siete medallas en el Campeonato Europeo de Piragüismo en Maratón entre los años 2018 y 2024.

## Palmarés internacional
| \| Campeonato Mundial \| Campeonato Mundial \| Campeonato Mundial \| Campeonato Mundial \| \| Año \| Lugar \| Medalla \| Competición \| \| ------------------ \| ------------------------ \| ------------------ \| ------------------ \| \| 2018 \| Vila Verde (Portugal) \| Medalla de oro \| K2 \| \| 2019 \| Shaoxing (China) \| Medalla de oro \| K2 \| \| 2019 \| Shaoxing (China) \| Medalla de plata \| K1 \| \| 2021 \| Pitești (Rumania) \| Medalla de plata \| K1 \| \| Campeonato Europeo \| \| \| \| \| Año \| Lugar \| Medalla \| Competición \| \| 2018 \| Metković (Croacia) \| Medalla de plata \| K1 \| \| 2019 \| Decize (Francia) \| Medalla de oro \| K1 (DC) \| \| 2019 \| Decize (Francia) \| Medalla de oro \| K2 \| \| 2019 \| Decize (Francia) \| Medalla de plata \| K1 \| \| 2023 \| Slavonski Brod (Croacia) \| Medalla de plata \| K1 \| \| 2024 \| Poznań (Polonia) \| Medalla de plata \| K2 \| \| 2024 \| Poznań (Polonia) \| Medalla de bronce \| K1 \| |                          |                   |             |
| Campeonato Mundial |                          |                   |             |
| Año | Lugar                    | Medalla           | Competición |
| 2018 | Vila Verde (Portugal)    | Medalla de oro    | K2          |
| 2019 | Shaoxing (China)         | Medalla de oro    | K2          |
| 2019 | Shaoxing (China)         | Medalla de plata  | K1          |
| 2021 | Pitești (Rumania)        | Medalla de plata  | K1          |
| Campeonato Europeo |                          |                   |             |
| Año | Lugar                    | Medalla           | Competición |
| 2018 | Metković (Croacia)       | Medalla de plata  | K1          |
| 2019 | Decize (Francia)         | Medalla de oro    | K1 (DC)     |
| 2019 | Decize (Francia)         | Medalla de oro    | K2          |
| 2019 | Decize (Francia)         | Medalla de plata  | K1          |
| 2023 | Slavonski Brod (Croacia) | Medalla de plata  | K1          |
| 2024 | Poznań (Polonia)         | Medalla de plata  | K2          |
| 2024 | Poznań (Polonia)         | Medalla de bronce | K1          |